# Palau na Mistrzostwach Świata w Lekkoatletyce 2015
Palau na Mistrzostwach Świata w Lekkoatletyce 2015 – reprezentacja Palau podczas Mistrzostw Świata w Pekinie liczyła 1 zawodnika, który nie zdobył medalu.

## Występy reprezentantów Palau
| Konkurencja            | Zawodnik       | Eliminacje | Eliminacje | Runda 1  | Runda 1 | Półfinał | Półfinał | Finał    | Finał   |
| Konkurencja            | Zawodnik       | Rezultat   | Pozycja    | Rezultat | Pozycja | Rezultat | Pozycja  | Rezultat | Pozycja |
| ---------------------- | -------------- | ---------- | ---------- | -------- | ------- | -------- | -------- | -------- | ------- |
| Bieg na 100 m mężczyzn | Rodman Teltull | 10,71 (NR) | 6. Q       | 10,72    | 47.     | NQ       | NQ       | NQ       | NQ      |